# 勝利を我らに!〜Let's win!〜
「勝利を我らに!〜Let's win!〜」（しょうりをわれらに　れっつういん）は、日本のプロ野球チーム・広島東洋カープの応援歌である。2009年3月のMAZDA Zoom-Zoom スタジアム広島完成を記念して製作された。発売元はビクターエンタテインメント。

## 解説
この応援歌は、ビクターエンタテインメントの社長:加藤裕一（当時）が大のカープファンであったことから、「新球場に相応しいカープ球団を応援する曲を作りたい」と提案し実現したもの。作曲は塙一郎、作詞は亜蘭知子。
作曲を依頼された塙一郎自身は、まず「仮曲」を作成しデモテープを持ち込んだところ、軽快なリズムで盛り上がる曲調をカープ球団や製作者のビクターエンタテインメントが甚く気に入り、そのまま採用となった。
また作詞を依頼された亜蘭知子は、新球場に相応しい歌詞を作るため、カープの歴史を綴った書籍、ブログを片っ端から読み漁った結果、ファンになってしまったという。
広島民放4局（中国放送、広島ホームテレビ、広島テレビ、テレビ新広島）のアナウンサー、藤村伊勢、松藤好典、森拓磨、深井瞬が「鯉してるオールキャスターズ」としてユニットを組みコーラスを担当。2009年3月より携帯電話サイトから着うた・着うたフルとして配信開始され、続く4月にはCDがリリースされた。
MAZDA Zoom-Zoom スタジアム広島では、カープ勝利後、ヒーローインタビューが始まるまでの間、本曲がフルコーラスで流されている。

## CCダンス（Carp Cheer Dance）の原曲

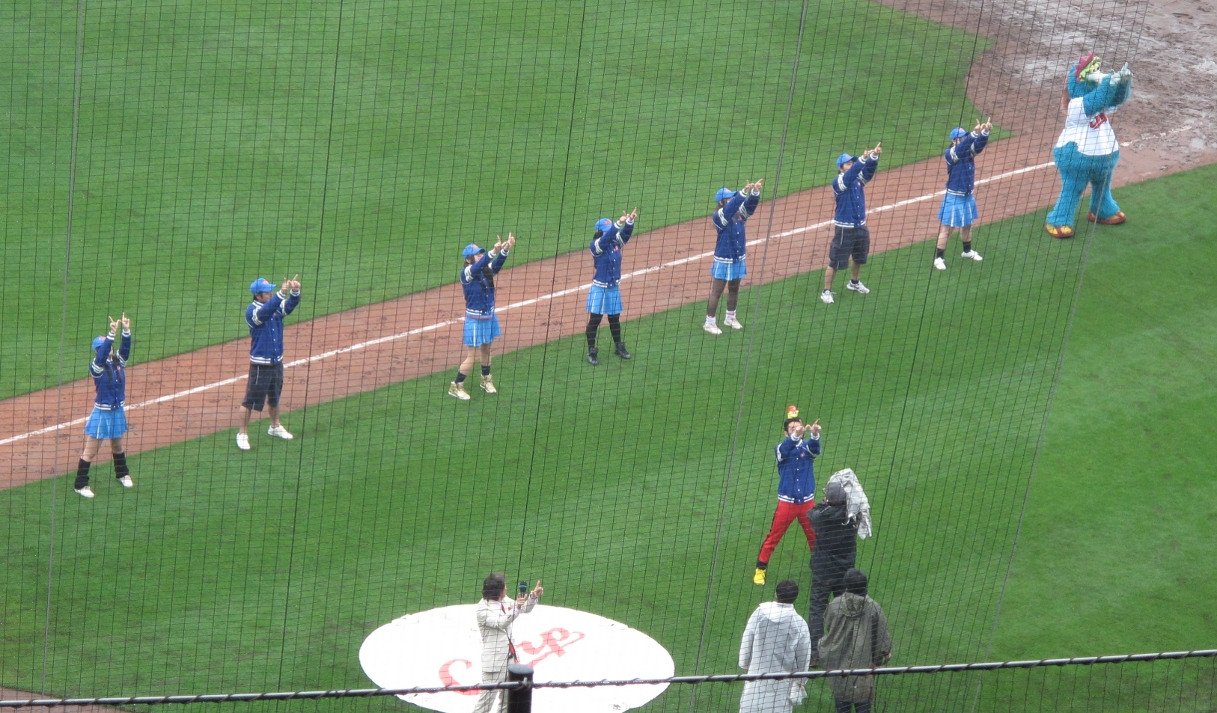
『CCダンス』の初披露（2009年4月4日撮影）

マツダスタジアム5回終了時に球場内の総勢約80名のホーカー（鷹の様にスタンドを行き来する売り子）のリードで披露される『CCダンス』では、本曲のDance Mixバージョンのサビ部分が使用されている。ダンスの振り付けはラッキィ池田が担当しているが、さらに「波に乗れ！波に乗れ！波に乗れ！」以下の歌詞（サビが始まるまで）についても、ラッキィ池田本人が作詞したものである。
マツダスタジアムの開場前、フードサービスを請け負うことになったエームサービスの営業部門責任者が、MLBのシチズンズ・バンク・パークを視察した際、イニングの合間にグラウンドの土をならすグラウンドキーパーが「YMCA」の場内放送に合わせて踊っている姿を見て着想した。
CCダンスはアルファベット「CARP」を人文字で表すものであり、曲調も軽快なテンポの良いものであったため、09年シーズン終盤には、ホーカーのリードに乗って観客の多くが参加するようになった。
（参照動画：MAZDA Zoom-Zoom スタジアム広島 - 09年最終戦のCCダンス）